# Vektorový displej

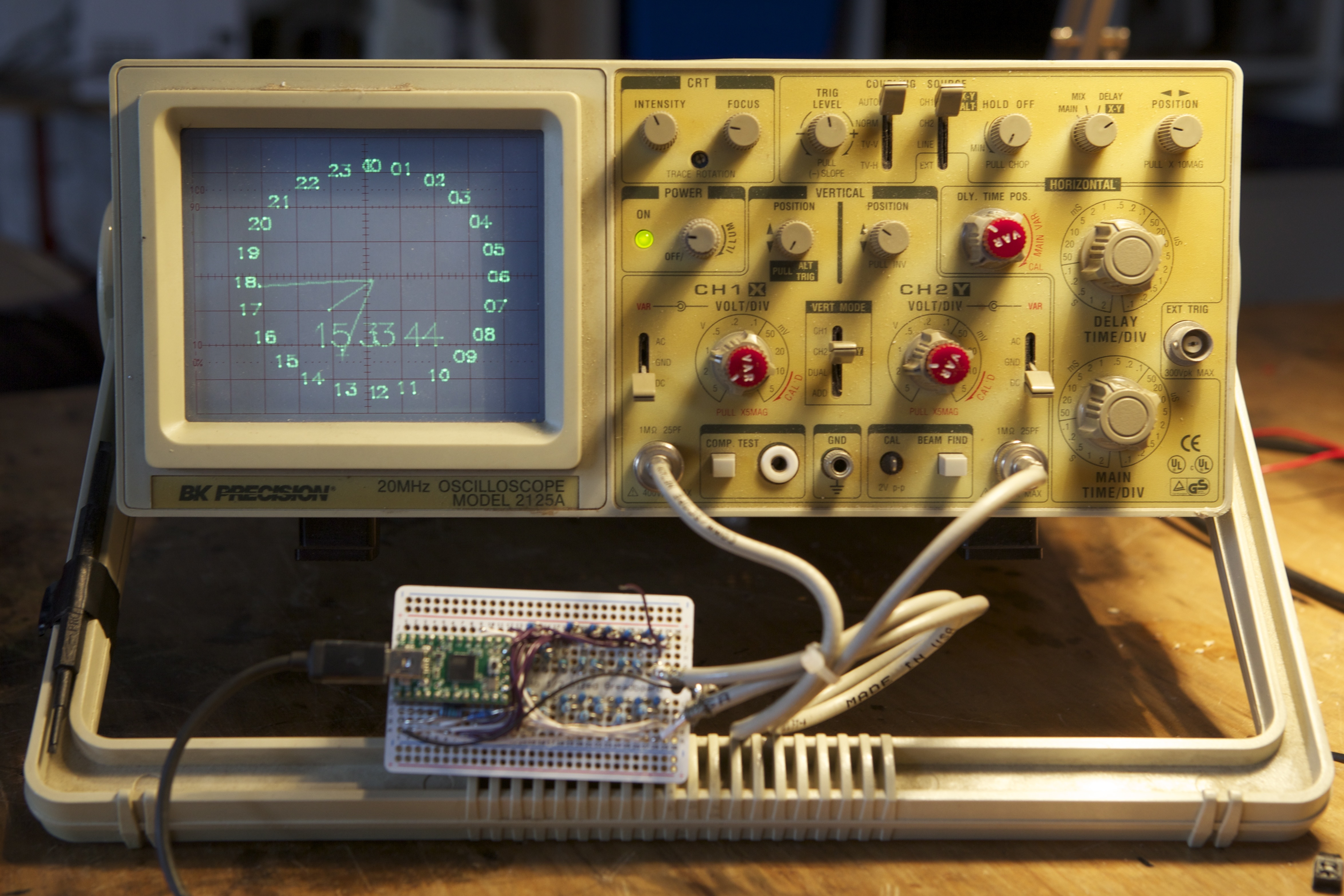
24hodinový ciferník zobrazený na osciloskopu zkonfigurovaném jako vektorový monitor v režimu X-Y s dvojitým odporovým digitálně-analogovým převodníkem pro generování analogových napětí

Vektorový displej nebo vektorový monitor je displej používaný do 70. let 20. století pro počítačovou grafiku. Jde o vakuovou obrazovku podobnou obrazovkám časných osciloskopů. U vektorových displejů není obraz složen z rastru svítících pixelů jako u rastrové grafiky, ale z úseček. Elektronový paprsek neprochází celou obrazovku po jednotlivých řádcích obrazu, ale při vykreslování jednotlivých úseček se pohybuje po libovolné trajektorii. Tmavé oblasti obrazu paprsek přeskakuje, aniž by procházel všechny jejich body.
Některé obnovovací vektorové displeje používají normální luminifor s krátkým dosvitem a při zobrazování neměnného obrazu vyžadují neustálé obnovování 30-40 krát za sekundu. Tyto displeje, např. Imlac PDS-1, vyžadují lokální občerstvování paměti pro udržování dat o koncových bodech vektorů. Displeje s paměťovou obrazovkou, např. oblíběný Tektronix 4010, používaly speciální luminifor, který září několik minut. Paměťové displeje lokální paměť nepotřebují. V 70. letech 20. století byly oba typy vektorových displejů cenově mnohem dostupnější než bitmapové rastrové grafické displeje, protože megapixelové počítačové paměti byly stále velmi nákladné. Od té doby rastrové displeje nahradily téměř všechna použití vektorových displejů.
Vektorové displeje, především černobílé, netrpí obrazovými artefakty způsobené aliasingem a pixelizací; barevné displeje vykazují některé vizuální artefakty kvůli své diskrétní povaze; ty jsou však omezeny pouze na zobrazení obrysů tvaru (i když pokročilé vektorové systémy mohou poskytovat omezené stínování). Text může být hrubě vykreslen krátkými tahy. Obnovované vektorové displeje jsou schopné zobrazit jen omezený počet čar nebo znaků textu bez blikání při občerstvování. Nepravidelný pohyb paprsku je pomalejší než pravidelný pohyb paprsku u rastrových displejů, protože vychylování paprsku obvykle zajišťují magnetické cívky, které neumožňují velmi rychlé změny proudu.

## Historie
Vektorové grafické displeje byly poprvé použity v roce 1958 v systému letecké obrany SAGE.
V roce 1963 použil Ivan Sutherland z MIT vektorový grafický displej pro svůj přelomový CAD program Sketchpad. V roce 1968 použil se svým týmem vektorový displej pro zobrazování obrázků trojrozměrných drátěných modelů. Jednalo se o dosti těžký náhlavní displej, který byl držen podpůrnou strukturou nazývanou Damoklův meč. Systém je obecně pokládán za první systém počítačové virtuální reality.
V roce 1970 vystavovala britská společnost Sperry Gyroscope se sídlem v Bracknellu na Mezinárodním aerosalonu ve Farnborough vůbec první vektorový grafický videodisplej od britské společnosti. Jednalo se o analogový monochromatický displej se speciální elektronikou, který navrhl Sperry John Atkins. Displej umožňoval vykreslovat na obrazovku vektory zadané dvojicí souřadnic. Ve Farnborough byl displej použit k demonstraci schopností nového vojenského počítače Sperry 1412 – byl na něm předveden software, který v reálném čase kreslil drátěný rám rotující krychle, jehož rychlost mohla být řízena v libovolném ze tří rozměrů. Tato ukázka vyvolala značný zájem o počítač Sperry 1412, který se pak v letech 1972 až 1992 stal srdcem několika velkých projektů pro francouzské a britské námořnictvo.

## Příklady
Významnou pozici mezi vektorovými displeji zaujímají počítačové terminály Tektronix s velkou obrazovkou, které používají vakuovou paměťovou obrazovku pro přímé prohlížení. Obrazovka má alespoň jedno elektronové dělo a speciální typ obrazovky, v principu mnohem složitější než jednoduchý luminifor.) Ale tento trvalý obraz nemůže být snadno změněn. Stejně jako u magické tabulky libovolné smazání nebo přesun vyžaduje vymazání celé obrazovky jasně zeleným bleskem, a pak pomalé překreslení celého obrazu. Animace s tímto typem monitoru nejsou praktické.
Vektorové displeje se používaly jako průhledové displeje ve stíhacích letounech, protože díky pomalejšímu pohybu elektronového paprsku bylo možné dosáhnout jasnějšího zobrazení, které bylo nezbytné, protože pilot musel displej jasně vidět i v přímém slunečním světle.

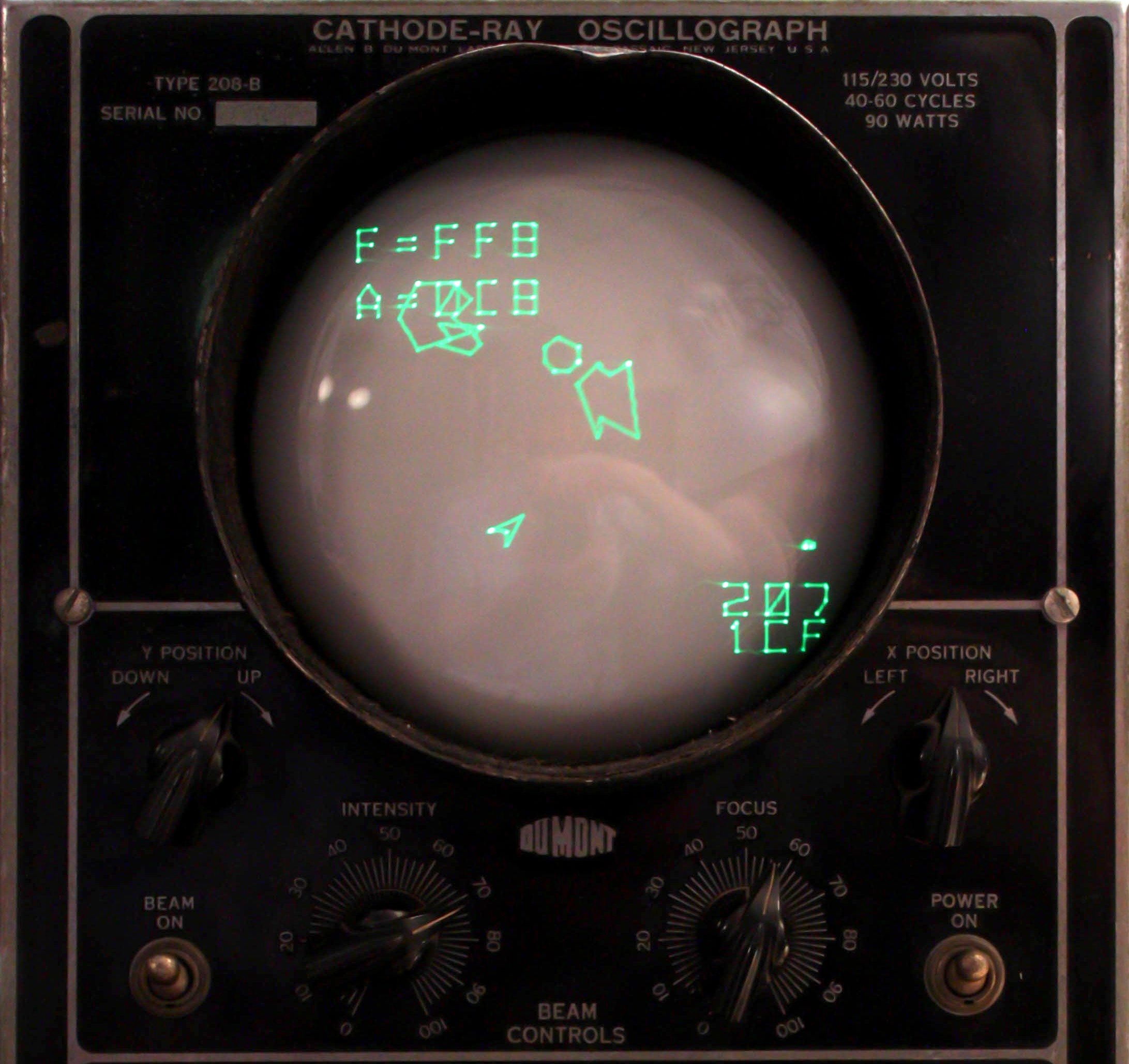
Asteroidsoscillograph

Od konce 70. let 20. století do poloviny 80. let 20. století byly vektorové monitory používány také některými arkádovými hrami, např. Armor Attack, Asteroids, Omega Race, Tempest, a Star Wars, a v domácí herní konzoli Vectrex.
Firma Hewlett-Packard vyráběla řadu vektorových X-Y displejů s velkou obrazovkou, z nichž první byl 20 MHz model 1300 o rozměrech 8x10 palců (20x25 cm). V obrazovce byla vestavěna speciálně tvarovaná velmi jemná síťka s nízkým potenciálem, která byla umístěna za vychylovacími deskami na výstupu z elektronového děla. Elektrostatické pole o napětí 17kV mezi touto síťkou a samostatným vodivým povlakem nabitým na konečný urychlovací potenciál uvnitř trychtýře vakuové obrazovky, urychlovalo elektronový paprsek axiálně i radiálně, a tak zvětšovalo obraz, aby se dosáhlo pokrytí celého stínítka obrazovky o rozměrech 8x10“ pomocí 17.75 palce dlouhé vakuové obrazovky. Bez síťky by vakuová obrazovka o rozměrech 8x10 palců musela být téměř třikrát delší. Technologie rozšiřovací síťky byla vyvinuta na začátku 60. let 20. století kvůli potřebě budit vychylovací desky při vysokých frekvencích v kompaktních vakuových obrazovkách s vysokým jasem fungujících s vysokým urychlovacím napětím, aby bylo možné využít výhod tehdy nově nastupující tranzistorové technologie, která byla omezena pouze na nízká napětí. Mnohem rozměrnější a méně efektivní zesilovače pro elektrostatické vychylování s vakuovými elektronkami byly schopny fungovat s napětím stovek voltů.

## Barva displeje
Některé vektorové monitory jsou schopny zobrazovat více barev, buď pomocí obvyklé masky používané u RGB barevných obrazovek nebo dvou vrstev luminiforu (tak zvaný „penetron“).
Firma Atari používala pro obrazovky s maskou, kterou používaly jejich arkádové videohry, termín color quadrascan.
V elektronkách penetron lze řízením síly elektronového paprsku dosáhnout toho, že elektrony ozáří buď oba luminifory nebo jen jeden. Tím lze vytvářet zelenou, oranžovou nebo červenou barvu.
Tektronix několik let vyráběl barevné osciloskopy používající penetrony, ale poptávka po nich byla nízká.[zdroj?]
Některé monochromatické vektorové displeje byly schopny zobrazovat barvy, např. pomocí periferního zařízení např. Vectrex 3-D Imager.